# メンドーザ・カレッジ・オブ・ビジネス
メンドーザ・カレッジ・オブ・ビジネスは、アメリカ合衆国インディアナ州サウスベンドに位置する、ノートルダム大学に属するビジネススクール。米国内で非常に高い評価を受けているビジネススクールの一つで、特にファイナンス教育のレベルが高い。

## ランキング
ビジネスウィーク誌のMBAランキング2008年度において、学士レベル(BBA)は全米第2位、修士レベル(MBA)は全米第20位にランクされた。